# Bojana Radulović
Bojana Radulović (cirílico: Бојана Радуловић, húngaro: Bojana Radulovics; 23 de marzo de 1973 en Subotica, Yugoslavia, actualmente Serbia) es una exjugadora de balonmano retirada que fue internacional con Yugoslavia y posteriormente con Hungría.
A nivel de clubes ganó todas las competiciones europeas, la Liga de Campeones de la EHF femenina, la Recopa de Europa de la EHF femenina, la Copa EHF de balonmano femenino y la Supercopa de Europa de balonmano femenina.

## Biografía
En la temporada 1998-99 debutó en la Liga de Campeones de la EHF femenina. En los dieciseisavos de final se enfrentaron al Slovan Duslo Sala al que derrotaron claramente en los dos enfrentamientos. En la fase de grupos, sin embargo, sufrieron dos derrotas, ambas por un solo tanto ante el Hypo Niederösterreich, pero pasaron a la siguiente fase como segundas de grupo. En los cuartos de final se enfrentaron al Ikast F.S., al que ganaron por dos goles en el acumulado. En las semifinales se volvieron a encontrar con el Hypo Niederösterreich, pero en esta ocasión vencieron en casa por cinco goles, a pesar de perder fuera por cuatro. En la final se enfrentaron al Krim Electa Ljubljana, al que ganaron en casa por dos goles, manteniendo fuera la diferencia.
Al año siguiente volvieron a ser segundas en la fase de grupos tras perder ante el Montex Lublin y el Podravka Dolcela fuera de casa, pero en los cuartos de final no pudo superar fuera de casa al Buducnost Podgorica y cayeron eliminadas por una diferencia de dos goles. En la temporada 2000-01 no se clasificaron para la Liga de Campeones y tuvieron que disputar la Recopa de Europa de la EHF femenina, pero en la cuarta ronda fueron eliminadas por el E.S.B.F. Besancon. Volvieron a la Liga de Campeones al año siguiente, pero en esta ocasión fueron eliminadas en la fase de grupos, tras perder tres partidos y ganar otros tres.
Volvieron a jugar la Liga de Campeones en la temporada 2003/04. En la fase de grupo fueron primeras, cediendo únicamente un empate y una derrota. En los cuartos de final superaron claramente al RK Buducnost Monet, pero en semifinales cedieron ante el Slagelse FH, contra el que sufrieron una derrota por diez goles en el partido de vuelta. Bojana anotó un total de 69 goles en toda la competición, siendo la cuarta más anotado. Sin embargo, ese año ganaron la liga y la oopa de Hungría, superando a su gran rival, el Győri ETO KC.
Al año siguiente volvieron a ceder un empate y una derrota en la fase de grupos, pero terminaron en segundo lugar tras el Ikast Bording EH, que tuvo los mismos puntos. En cuartos de final ganaron por el valor doble de los goles en campo contrario ante el Viborg HK A/S, pero no pudieron superar las semifinales ante el Slagelse FH, como el año anterior y cediendo en ambos encuentros. Ese año anotó 55 goles en la competición, siendo la sexta máxima anotadora de la temporada. En la temporada 2005/06 disputó nuevamente la Recopa de Europa, Bojana anotó 16 goles, pero no pudo evitar la eliminación de su equipo en cuartos de final a manos del Gjerpen Handball Skien. En la temporada 2005/06 volvió a disputar la Liga de Campeones, pero no pasaron de la fase de grupos, al perder tres encuentros. Bojana anotó 36 en los ocho partidos que disputó su equipo. Para la temporada 2006/07 fichó por el Györi Audi ETO KC, y disputó nuevamente la Liga de Campeones. Avanzaron hasta las semifinales, pero nuevamente se impuso el Slagelse DT en su camino, ganando los dos partidos y accediendo a la final que posteriormente ganarían.

## Premios
- 2 veces nombrada Jugadora del Año de la IHF (2000 y 2003).[18]